# 梅守極
梅守極（1548年—1617年），字建甫，號斗樞，南直隸寧國府宣城縣人，明朝政治人物。

## 生平
梅守極是萬曆十七年（1589年）己丑科進士梅守相的二弟。萬曆四年（1576年）丙子科舉人，授安吉知州，安吉連接孝豐的水道淤塞，他力請上級開導，捐出俸祿招募工人，修成後人稱「梅溪」，到蝗蟲肆虐時他虔誠祈禱，最終沒有蝗蟲進入州境，因父母逝世回鄉。廬墓三年後得起用為高唐知州，興利除害為山東政績最佳者，當行取時因弟弟梅守峻在吏部任職，以避嫌改官建寧同知，調冀州知州，再轉通州知州，行一條鞭法改革賦役，又以城牆倒塌申請修葺，但因他陞任南京戶部員外郎不果，不久他也致仕回鄉。他樣貌俊秀，判案明決，每到任處都為他建祠祭祀。

## 家族
孫梅清，順治十一年（1654年）甲午科舉人。

## 引用
1. 1 2  光緒《宣城縣志·卷十五·人物》：梅守極，守相二弟，號斗樞，萬厯丙子舉於鄉，初授安吉州，安吉地接孝豐，舊有水道可通，商旅每為兩境豪右所阻，久漸淤塞，守極力請開導，捐俸募工，舟行利濟，因名曰「梅溪」，秋蝗蔽天，哀聲遍野，守極䖍禱，蝗不侵界，以艱歸；廬墓三年，起除高唐州，釐弊興利，績最冠山左，當行取時弟守峻居銓部引，嫌不欲躐內職，量遷建甯郡丞，尋移通冀二州，州為畿輔馮翼地，中貴人所叢窟，益厲清操一時懾服，尋遷南戶部郎，榷清淮稅皭然不滓，尋致仕歸。守極丰姿偉秀，明決而一出於惠愛，所至皆建祠肖像，其在安吉土人以神祀之，立廟梅溪春入致祀云，孫清甲午舉人，別見文苑傳。 江南通志
2. ↑  光緒《（北）通州志·卷六·官師》：梅守極，江南宣城人，萬厯三十四年由舉人知通州，任二載屬當編審，重念州民諸頭役之苦，遵例行條鞭一法救之，條鞭者以田任賦，以賦任役，雖豪勢家一與編戶等，此非諸勳璫利也，守極不畏權要力行之，民藉以蘇，他如馬遞拽木輸邊諸害無不殫力湔除，歲省緡以千萬計，嘗以通州新舊城垣傾圮，申請修葺，會擢南京戶部員外去不果。
3. ↑  《宣城縣志》